# Geoffroy II de Lusignan (seigneur de Jarnac)
Pour les articles homonymes, voir Geoffroy de Lusignan.
Geoffroy II de Lusignan dit le Jeune (v. 1268-nov. 1306) est un aristocrate poitevin issu de la maison de Lusignan. Il est seigneur de Jarnac, Château-Larcher,, Châteauneuf,.

## Biographie

### Famille
Geoffroy dit le Jeune est le fils de Geoffroy Ier de Lusignan (v. 1223-1274) et de sa seconde épouse Jeanne de Châtellerault (av. 1243-1315). Sa mère devient vicomtesse de Châtellerault, en 1290, à la suite du décès de son frère Jean Ier,,.
Geoffroy a une demi-sœur aînée, Eustachie de Lusignan (v. 1250-1270,) issue du premier mariage de son père avec Almodis de Sainte-Hermine (v. 1230-ap. 1248). Il a également un demi-frère, Jean III d'Harcourt, et deux demi-sœurs, Jeanne, dame de Morgon, et Marguerite d'Harcourt, nés du second mariage de sa mère avec Jean II d'Harcourt (v. 1240-1302).
Enfin, Geoffroy est apparenté aux rois d'Angleterre, par sa grand-mère paternelle, et aux comtes de la Marche et d'Angoulême. Ses cousins sont Edouard Ier d'Angleterre et Hugues XII de Lusignan.
Le 20 mai 1280, son beau-père, Jean II d'Harcourt, rend hommage l'évêque de Poitiers pour les terres qu'il tient de sa femme, Jeanne de Châtellerault, à Chauvigny,,.

#### Homonyme
Geoffroy II de Lusignan, seigneur de Jarnac, ne doit pas être confondu avec son père Geoffroy Ier de Lusignan, ni avec un autre Geoffroy Ier de Lusignan dit le Prud'homme (av. 1150-1216), croisé, illustre combattant, comte de Jaffa et d'Ascalon en Terre-sainte, et son fils Geoffroy II de Lusignan (v. 1195-sept. 1248), tous deux seigneurs de Vouvant et de Mervent.

#### Sous-Lignage
Geoffroy le Jeune est un membre du sous-lignage, de Jarnac de la maison de Lusignan.

### Décès et succession
Le 14 décembre 1306, à la suite du décès de Geoffroy II de Lusignan, le parlement de Paris attribue les fiefs du défunt à Dreux IV de Mello, son neveu, fils de sa demi-sœur Eustachie de Lusignan ; malgré l'opposition de Guy Ier de Lusignan, comte de la Marche,,.

## Mariage

### Pernelle de Sully
En 1296, Geoffroy le Jeune épouse Pernelle de Sully (av. 1285-ap. 1339), fille d'Henri III (♰ 1285) seigneur de Sully (1269-1285), bouteiller de France, et de Marguerite de Beaumez (♰ 1323). Leur union reste sans postérité.
Veuve, Pernelle de Sully épouse Jean II de Dreux dit le Bon (1265-1309) en 1308.

## Sceau et armoiries

### Sceau
François Eygun attribue de manière erronée ce sceau à Geoffroy II de Lusignan, fils du seigneur de Jarnac. Il semble qu'aucun sceau de Geoffroy le Jeune n'ait survécu.

### Armoiries
Les armoiries de Geoffroy le Jeune sont connues grâce à l'Armorial de Charles, établi vers 1285, mais dont l'original a été perdu. Cependant plusieurs copies existent (XVe – XVIe siècles). Elles comportent une variante dans les métaux du burelé : argent et azur & or et azur.
Une seconde source, peinte sur un mur intérieur, se trouve à l'abbaye Notre-Dame de Nanteuil.

#### Armoiries [v. 1285]
| Blason | Blasonnement : Écu burelé d'argent et d'azur de douze pièces au lion rampant de gueules brochant sur le tout Commentaires : Armoiries de Geoffroy II de Lusignan d'après l'Armorial Charles, (v. 1285). |

Références,,
| Blason | Blasonnement : Écu burelé d'argent et d'azur de douze pièces au lion rampant de gueules brochant sur le tout Commentaires : Armoiries de Geoffroy II de Lusignan d'après l'Armorial Charles, (v. 1285). |

Références,

#### Armoiries [v. 1294-1295]
| Blason | Blasonnement : Écu burelé d'argent et d'azur de quatorze pièces au lion rampant de gueules brochant sur le tout Commentaires : Armoiries de Geoffroy II de Lusignan d'après une peinture murale, Abbaye Notre-Dame de Nanteuil, fin du XIIIe siècle. |

Références,

## Sources et bibliographie